# محوطه شماره ۱۱ حوزه رودخانه بمپور
محوطه شماره ۱۱ حوزه رودخانه بمپور مربوط به دوره اشکانیان است و در شهرستان ایرانشهر، بخش بمپور، دهستان بمپور غربی، در فاصله ۱۰۰ متری جنوب شرق روستای ملک آباد واقع شده و این اثر در تاریخ ۱۳ آبان ۱۳۸۶ با شمارهٔ ثبت ۱۹۷۸۴ به‌عنوان یکی از آثار ملی ایران به ثبت رسیده است.